# Cicvare (Pakrac)
Cicvare su naselje u Republici Hrvatskoj u Požeško-slavonskoj županiji, u sastavu grada Pakraca.

## Zemljopis
Cicvare se nalaze istočno od Pakraca, na sjevernim obroncima Psunja.

## Stanovništvo
Prema popisu stanovništva iz 2011. godine Cicvare nisu imale stanovnika.
| broj stanovnika |       |       |       | 90    | 108   | 114   | 85    | 121   | 58    | 78    | 65    | 39    | 15    | 14    | 4     |       |       |
|                 | 1857. | 1869. | 1880. | 1890. | 1900. | 1910. | 1921. | 1931. | 1948. | 1953. | 1961. | 1971. | 1981. | 1991. | 2001. | 2011. | 2021. |